# Everyday (альбом Dave Matthews Band)
Everyday — четвёртый студийный альбом американской рок-группы Dave Matthews Band, выпущенный 27 февраля 2001.

## Описание
«Everyday» стал первым альбомом, записанным Dave Matthews Band без участия продюсера Стива Лиллиуайта. Он был записан в ноябре 2000 года. С альбома было выпущено три сингла: «I Did It» (3 января 2001), «The Space Between» (16 апреля 2001), «Everyday» (15 ноября 2001).
«Everyday» занимал первую строчку хит-парада Billboard 200 в марте 2001 года в течение двух недель подряд. В первую неделю было продано 755 000 экземпляров альбома, после 25 недель продаж — 2,5 миллиона.

## Список композиций
Слова и музыка всех песен — Дэйв Мэттьюс и Глен Баллард.
| №                   | Название                | Длительность |
| ------------------- | ----------------------- | ------------ |
| 1.                  | «I Did It»              | 3:36         |
| 2.                  | «When the World Ends»   | 3:32         |
| 3.                  | «The Space Between»     | 4:03         |
| 4.                  | «Dreams of Our Fathers» | 4:41         |
| 5.                  | «So Right»              | 4:41         |
| 6.                  | «If I Had It All»       | 4:03         |
| 7.                  | «What You Are»          | 4:33         |
| 8.                  | «Angel»                 | 3:58         |
| 9.                  | «Fool to Think»         | 4:14         |
| 10.                 | «Sleep to Dream Her»    | 4:25         |
| 11.                 | «Mother Father»         | 4:24         |
| 12.                 | «Everyday»              | 4:43         |
| Общая длительность: | Общая длительность:     | 50:51        |

## Участники записи
Dave Matthews Band
- Картер Бьюфорд — ударные, вибрафон, бонго, конга, вокал
- Стефан Лессард — бас-гитара
- Дэйв Мэттьюс — вокал, акустическая гитара, электрогитара, баритон-гитара
- Лерой Мур — саксофоны, флейта, кларнет, вокал
- Бойд Тинсли — скрипка, вокал

Дополнительные музыканты
- Глен Баллард — клавишные, фортепиано
- Карлос Сантана — электрогитара в «Mother Father»
- Вуси Маласела — вокал в «Everyday»